# Браничевци
Браничевци су били средњовековно српско племе које је у 9. веку насељавало простор источне Србије, источно од реке Велике Мораве, тачније област Браничева.
Заједно са Тимочанима и Бодрићима пали су под власт бугарског кана Крума 805. године. Кан их је поставио на граници Бугарског каната са Рашком и Франачком државом.
Године 818, у време владавине кана Омуртага (814—836), Браничевци су заједно са осталим српским племенима подигли устанак против бугарске власти. То је довело до тога да падну под франачку власт 822. То је био разлог сукоба између франачке и бугарске државе, што је резултовало да су ове области током прве половине 9. века више пута припајане једној и другој држави.
Етимологија назива племена је из старосрпске речи „бранити”, „браничи”, „бранич”, „браник”. Њихова област је била на бранику то јест на граници (тадашњој североисточној граници) Србије.